# 梅默尔斯多夫
梅默尔斯多夫是德国巴伐利亚州的一个市镇。总面积26.24平方公里，总人口8857人，其中男性4365人，女性4492人（2011年12月31日），人口密度338人/平方公里。

## 照片库

梅默尔斯多夫 - Memmelsdorf
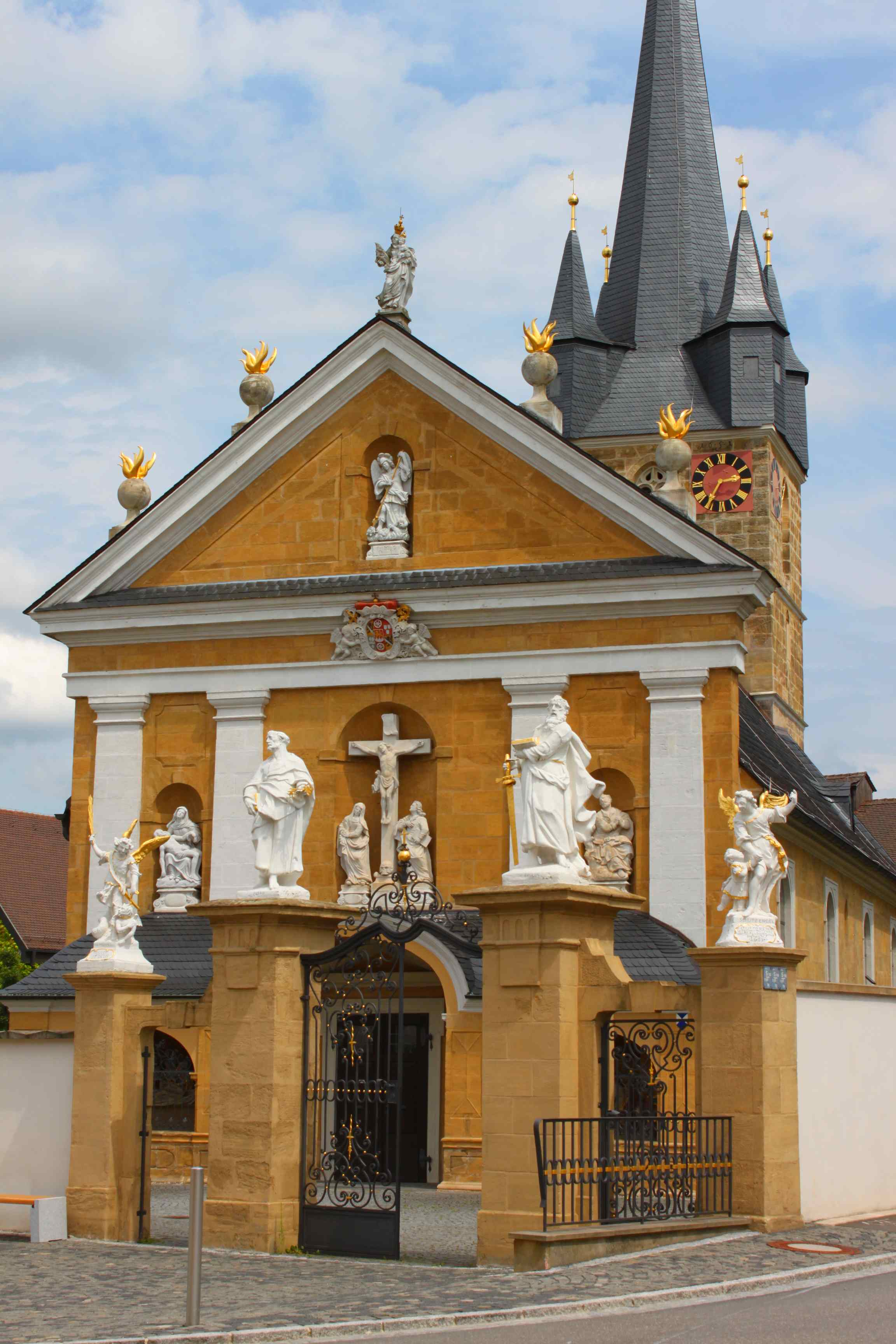
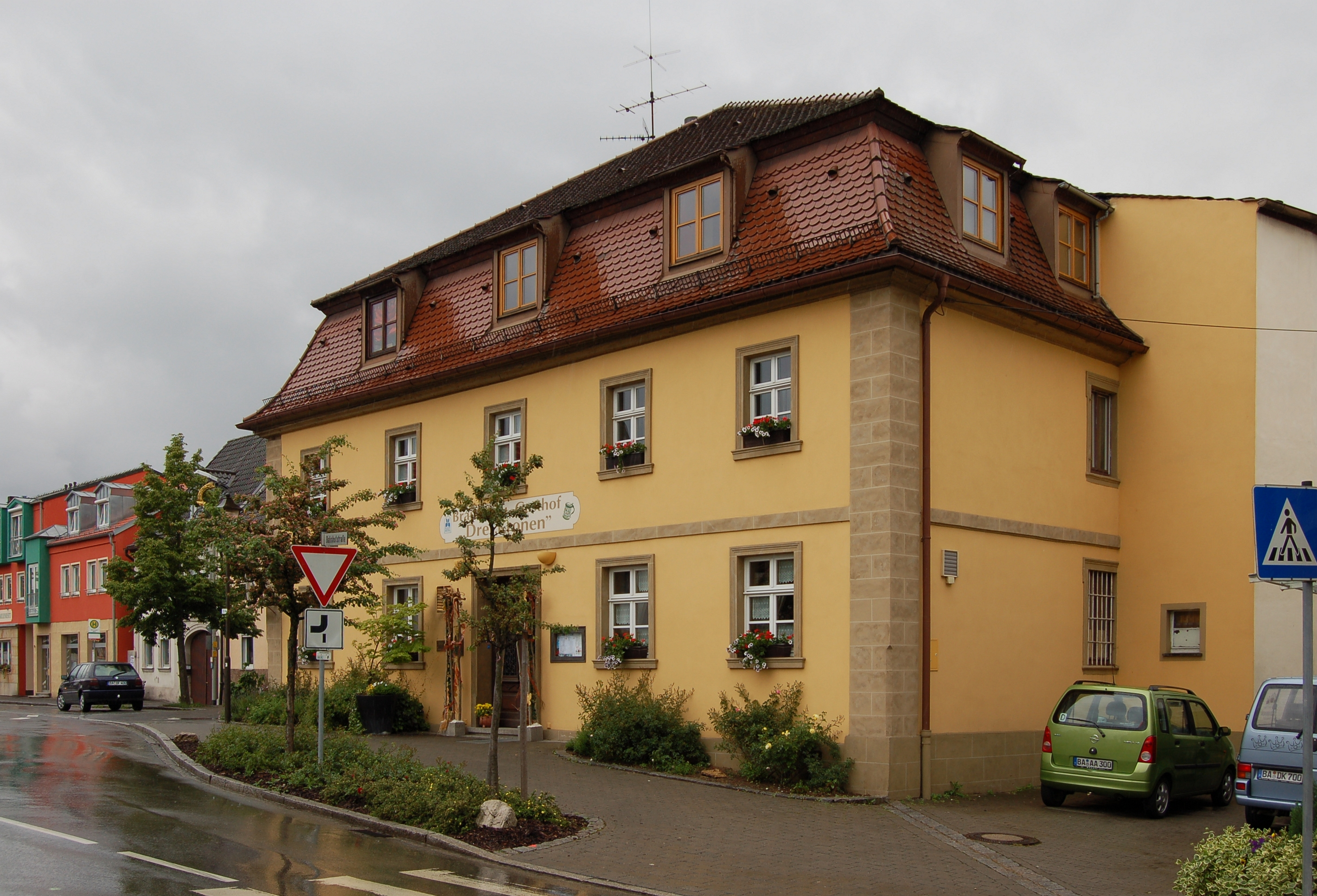
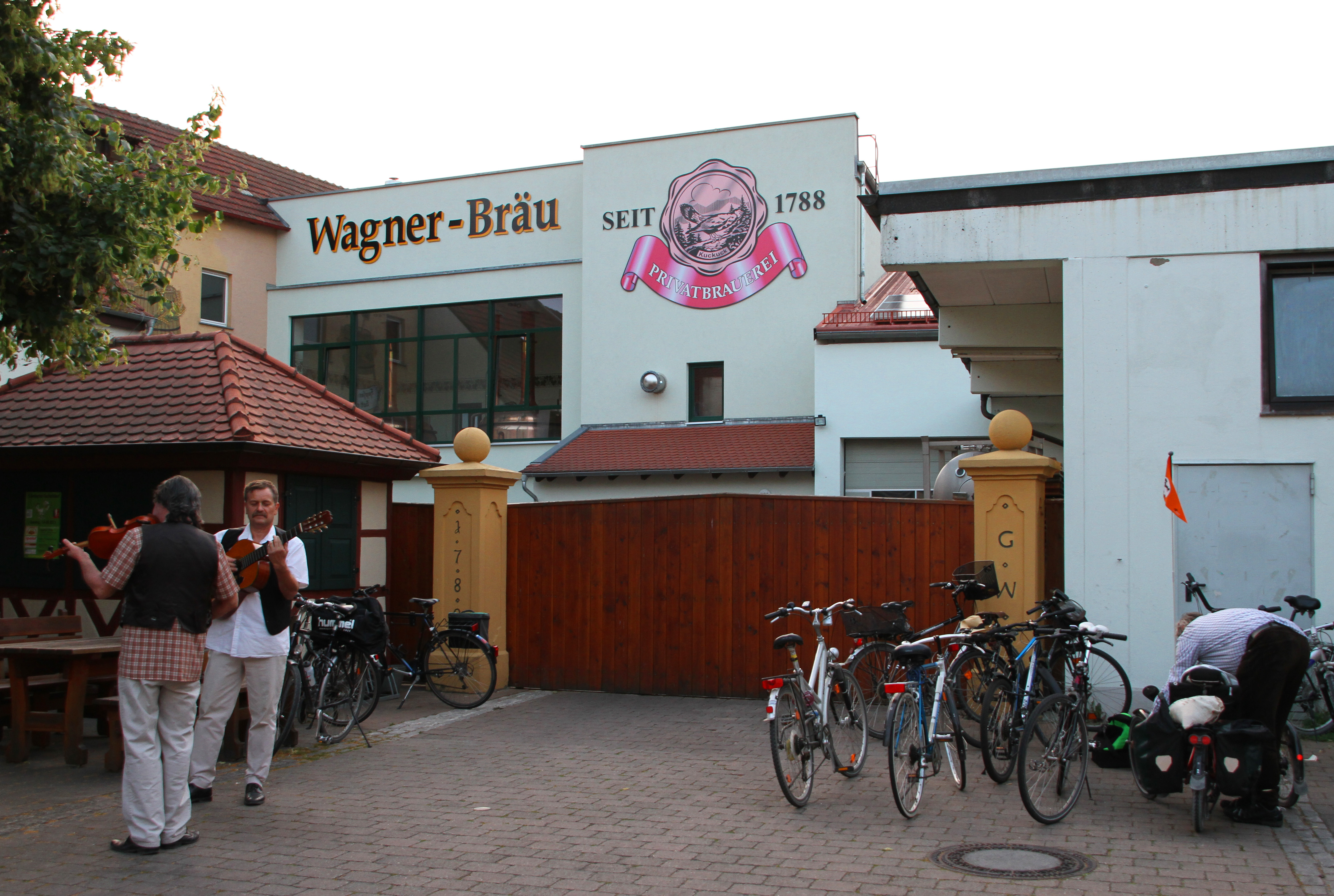
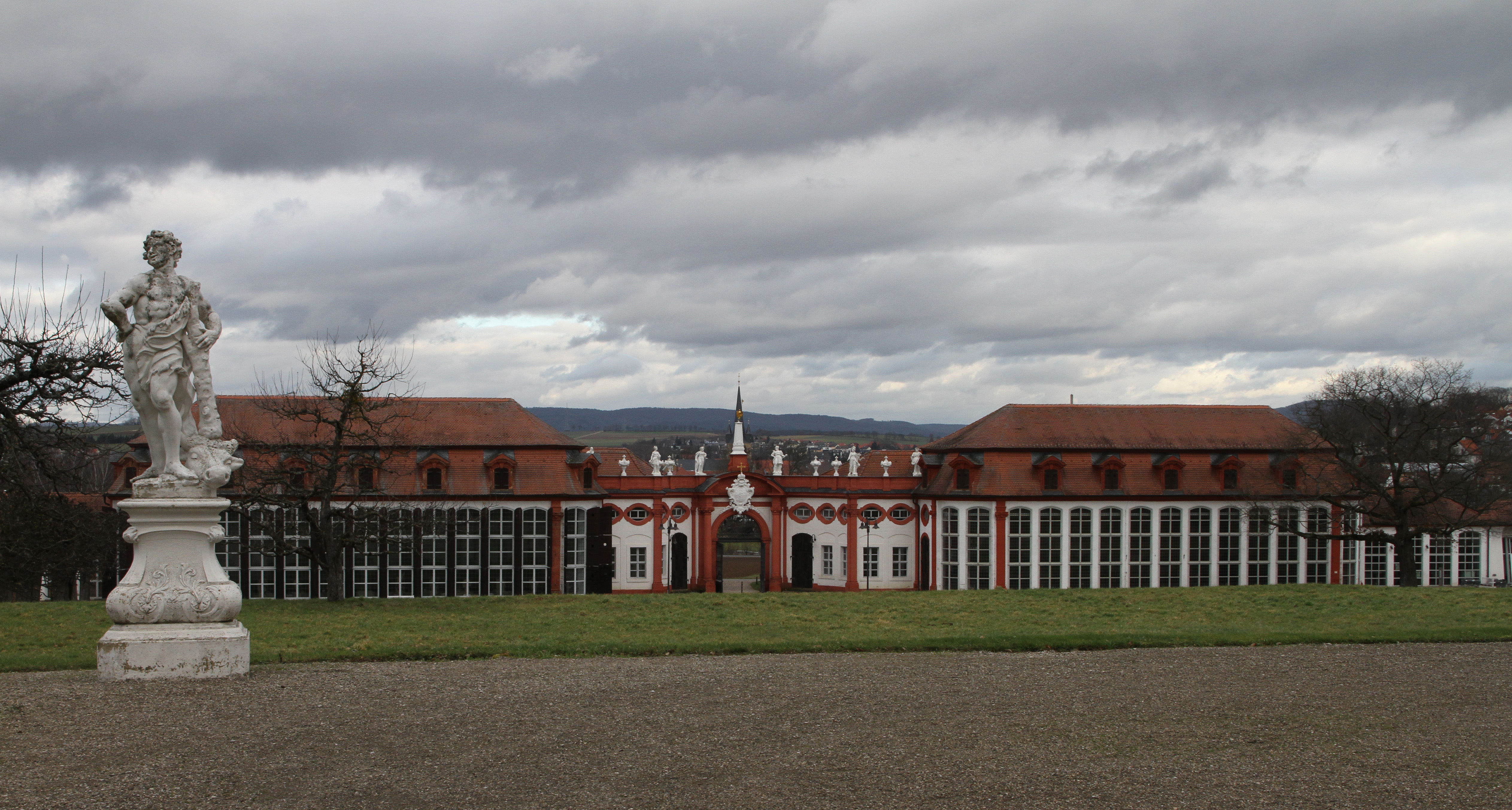
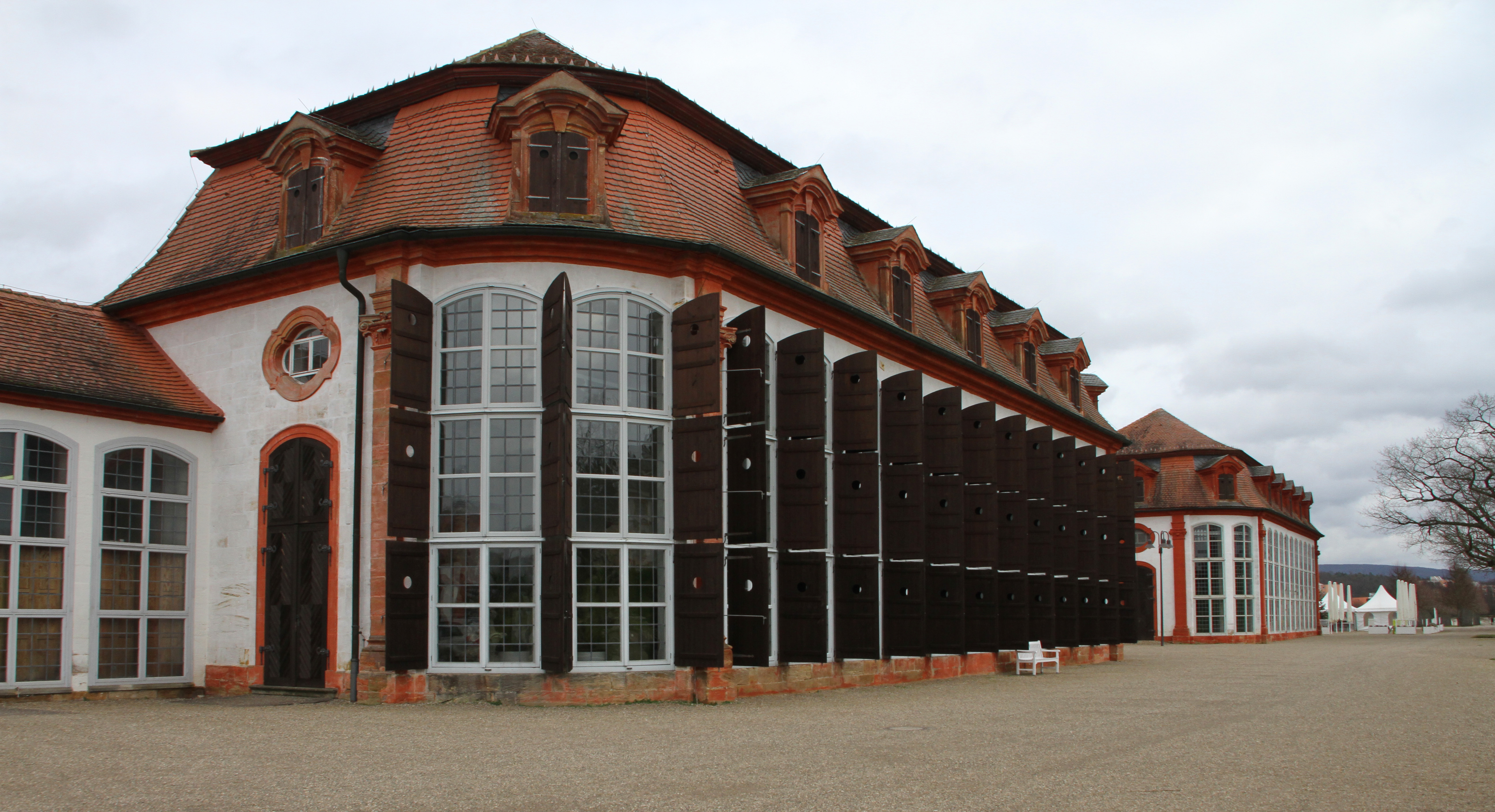
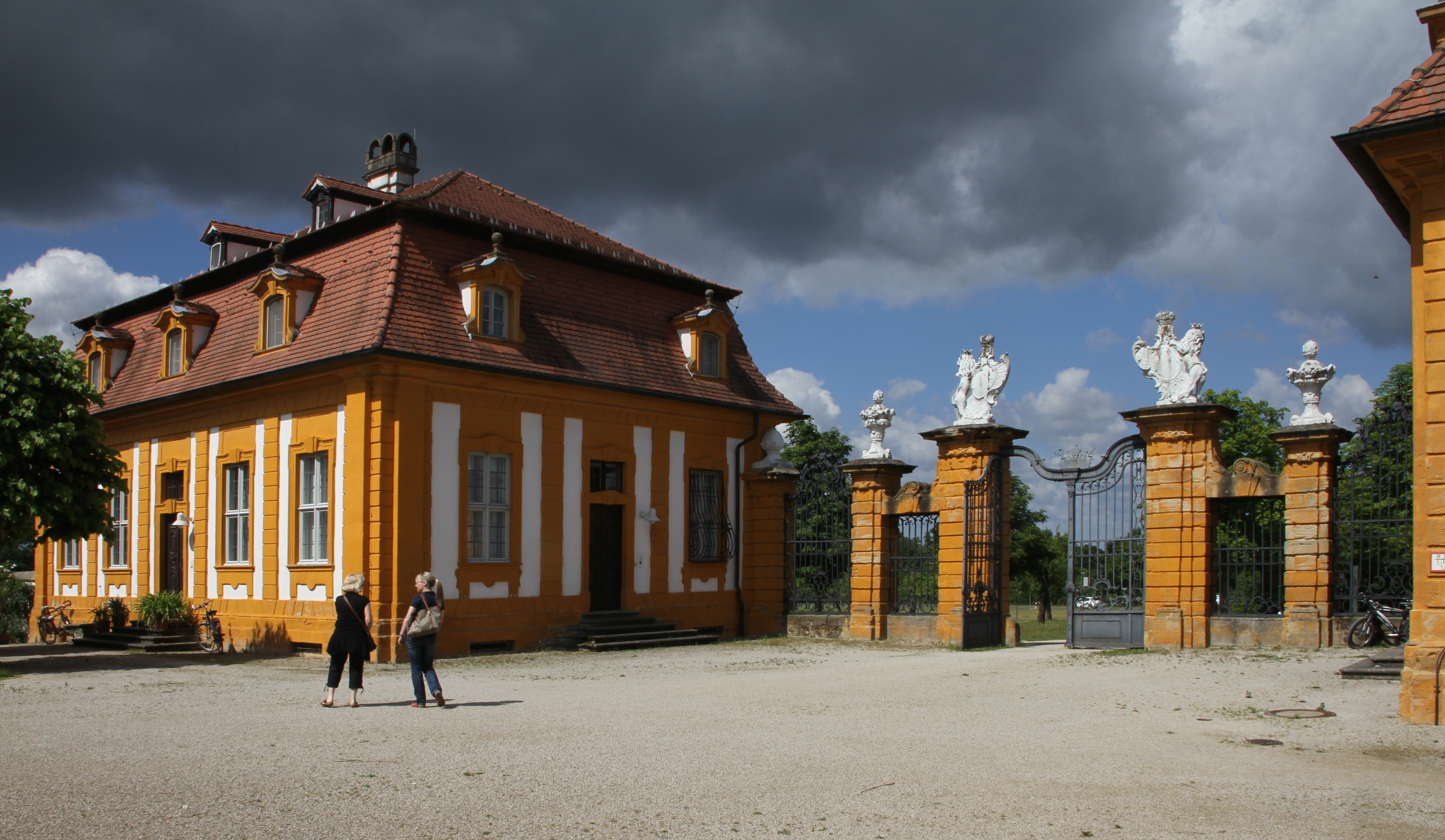
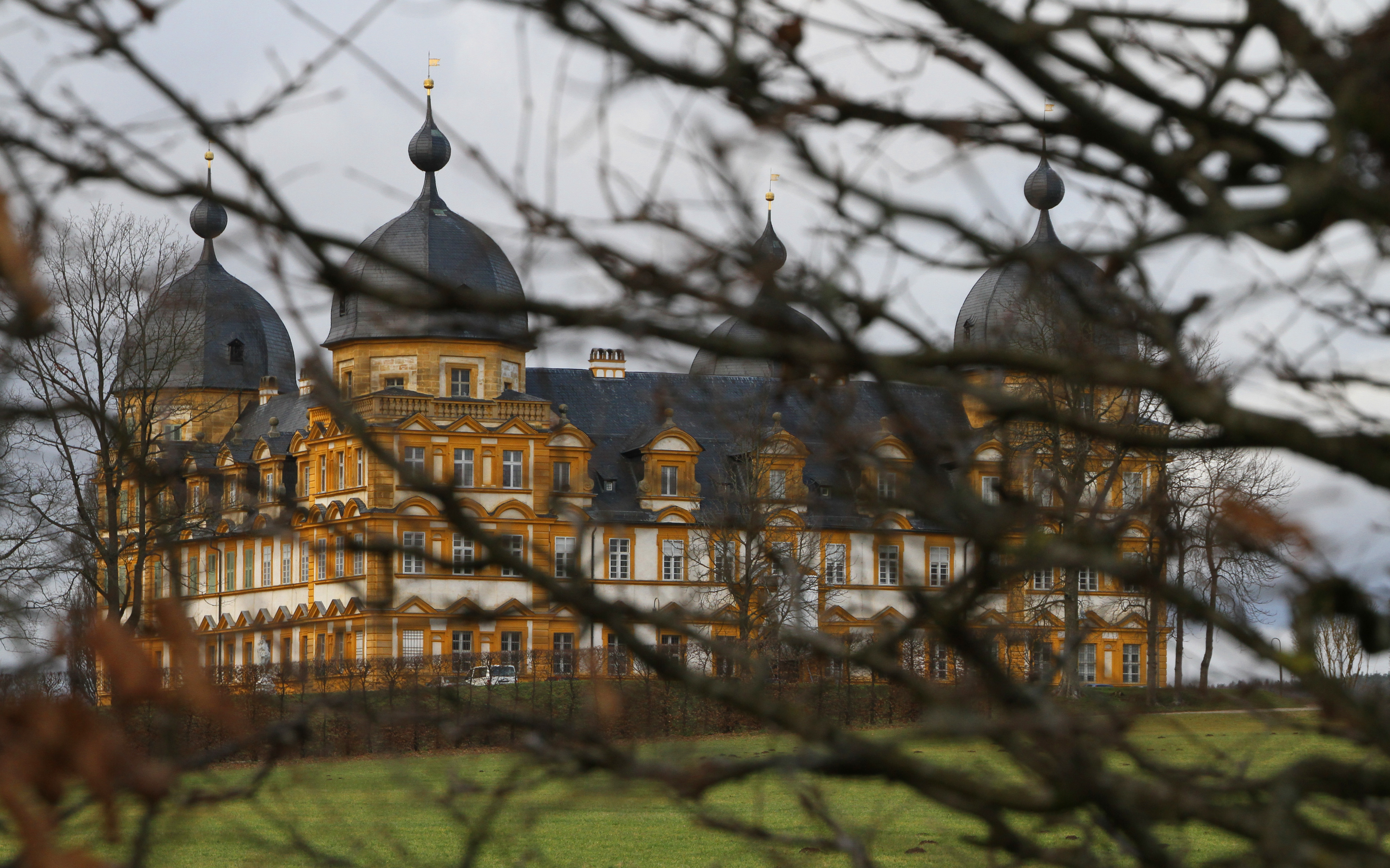
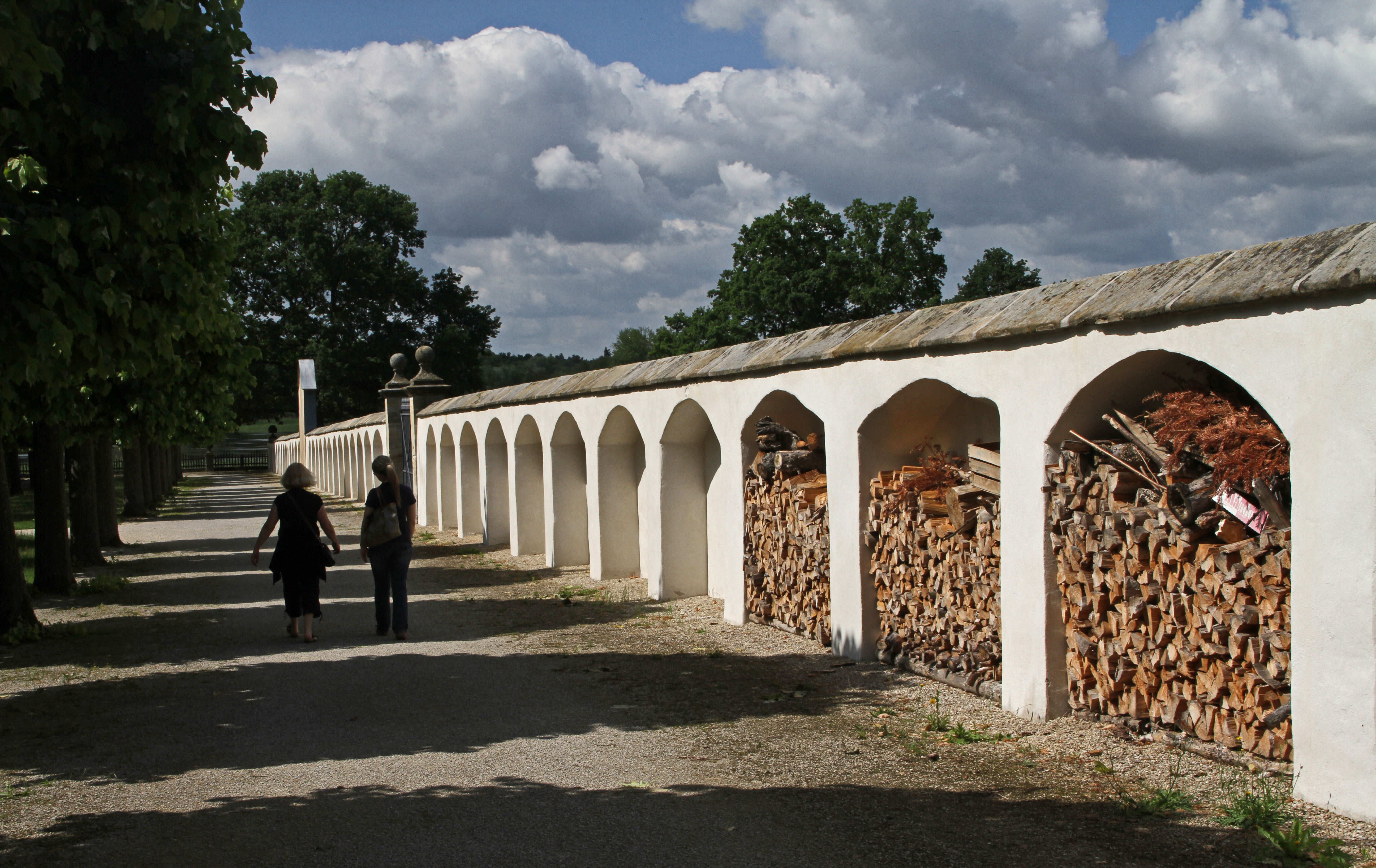